# 1513 Mátra
Az 1513 Mátra (ideiglenes nevén 1940 EB) a Naprendszer kisbolygóövének belső szélén keringő kisbolygó.
Az égitestet Kulin György fedezte fel 1940. március 10-én a Svábhegyi Csillagvizsgálóban. Azonban többször nem sikerült a nyomára bukkannia, bár öt nappal később és áprilisban is megtalálni vélte, később kiderült, hogy a követett aszteroida valójában nem a március 10-én megfigyelt volt. Arról 1940-ben összesen két felvétel készült, a másik egy nappal korábban, március 9-én Nizzában. Ugyanitt 1943-ban is lefényképezték, majd 1950-ben az argentínai La Plata obszervatóriumban két júniusi éjjelen is észlelték. Azonosítására csak az amerikai Goethe Link Obszervatóriumban végzett 1953-as megfigyelések után került sor. A Mátráról nevezték el, itt található Magyarország két legmagasabb hegycsúcsa és itt működik a Piszkéstetői Obszervatórium is.
A március 15-étől követett kisbolygót 3380 Awajira keresztelték, és szintén Kulin György által felfedezett égitestként tartják számon.
Egy fotoelektromos fotometriai mérés során csak annyit sikerült megállapítani az 1513 Mátráról, hogy amplitúdója nagyobb 0,1 magnitúdónál, és a forgási periódusa 24 óránál is hosszabb lehet.